# 索洛尼齊亞河
索洛尼齊亞河（烏克蘭語：Солониця），是烏克蘭的河流，位於該國西部，流經利沃夫州，屬於季斯梅尼齊亞河的右支流，河道全長20公里，流域面積98平方公里。